# Hikmet Fidan
Hikmet Fidan (* in Batman; † 6. Juli 2005 in Diyarbakır) war ein kurdischer Intellektueller und Politiker. Er war Gründungsmitglied und stellvertretender Vorsitzender der HADEP. Er wurde 2005 auf offener Straße erschossen. Fidans Familie und die türkischen Medien machten die PKK für den Mord verantwortlich.

## Leben
Hikmet Fidan war an allen kurdischen Parteien, die jeweils verboten wurden, aktiv beteiligt. Dazu gehörten die HEP, DEP, ÖZDEP, HADEP und die DEHAP. Fidan war HADEP-Vorsitzender der Provinz Istanbul und stellvertretender Vorsitzender der Gesamtpartei. Ferner kandidierte Fidan im Jahr 2002 für einen Parlamentssitz der DEHAP im Wahlkreis Antalya. Nach der Ergreifung Öcalans hielt er dessen Zusammenarbeit mit den türkischen Behörden für eine Form der Kapitulation und schloss sich zeitweilig der von Osman Öcalan gegründeten PWD an, die sich in Opposition zur PKK befand.

## Tod
Fidan wurde auf offener Straße mit einem Schuss in den Nacken getötet. Augenzeugen berichteten von zwei Tätern. Als mutmaßlicher Schütze wurde später das PKK-Mitglied Serkan Şitilay festgestellt, der 2009 bei Kämpfen getötet wurde. Fidan wurde in Ömerli beerdigt. Zur Beerdigung kamen nur sehr wenig Personen. Die Stadtverwaltung verweigerte den Transport des Leichnams nach Ömerli mit einem Leichenwagen der Stadtverwaltung. Die Presse sah darin ein Indiz, dass die PKK hinter dem Mord stecke, da die PKK-nahe Stadtverwaltung von Diyarbakır für verstorbene PKK-Kämpfer sonst immer ihren Fuhrpark bereit stelle.
Bei Verhören sagten die Verdächtigen aus, dass sie von dem Täter, den sie als „Berg-Kader“ der PKK bezeichneten, unter Todesdrohungen gezwungen worden seien, ein Treffen mit Fidan zu arrangieren. Von den vier Angeklagten wurden zwei zu zweimal lebenslanger Haft und ein Angeklagter wegen PKK-Mitgliedschaft zu sechs Jahren und drei Monaten verurteilt. Ein Angeklagter wurde freigesprochen.

## Reaktionen
Fidans Sohn Zinnar machte kurz nach dem Mord die PKK für die Ermordung verantwortlich. Ein weiterer Sohn Tarık Fidan erklärte gemäß dem Jahresbericht der Menschenrechtsstiftung der Türkei, dass sein Vater am Telefon von den hochrangigen PKK-Mitgliedern Mehmet Ören, Murat Karayılan und Zübeyir Aydar bedroht worden sei.
Fidans Ehefrau, Siyam Fidan, erklärte, Hikmet Fidan habe sich gegen den bewaffneten Kampf ausgesprochen und die Ansicht vertreten, dass die DTH (Vorläuferin der PKK-nahen DTP) unter der Führung Leyla Zanas eine schlechte Fortsetzung der Vergangenheit sein könne. In diesem Zusammenhang habe es auch Drohungen insbesondere von Murat Karayılan gegeben, da die PKK habe verhindern wollen, dass es eine Lösung ohne Öcalan geben könne. Zur Beerdigung Fidans seien nicht einmal die engsten Bekannten gekommen, die ihn zuvor mit „Ağabey“ angeredet hätten.
Der prominente Journalist Hasan Cemal beklagte am 19. Juli 2005 das Schweigen der kurdischen Intelligenzija angesichts des Mordes und machte die Angst vor der totalitären PKK dafür verantwortlich.